# Steal This Film
Steal This Film è una serie di film, in sola lingua inglese (ma sottotitolati in varie lingue, italiano compreso), pubblicati nell'agosto del 2006 via BitTorrent che documenta il movimento contro la proprietà intellettuale e fu un punto del dibattito nel British Documentary Festival.
La prima parte (Part One in inglese), prodotta in Svezia e distribuita nel 2006, tiene conto di tutta la cultura pirata svedese: The Pirate Bay, Piratbyrån e il Partito Pirata.

## Prima parte
Questo film include un'analisi critica di una presunta regulatory capture effettuata dall'industria cinematografica hollywoodiana per far leva sulle sanzioni economiche del governo degli Stati Uniti sulla Svezia attraverso il WTO.
Presunti obiettivi includono l'applicazione di pressione alla polizia svedese di condurre la ricerca e attacchi contro la legge svedese con lo scopo di creare scompiglio e distruggere il tracker BitTorrent di The Pirate Bay.
Una versione del film rimontata ed ampliata in occasione del processo a The Pirate Bay è stata presentata in competizione nella sezione Factual dell'edizione 2009 del Roma Fiction Fest.

## Seconda parte
La seconda parte (Part Two), in fase di produzione nel 2007 è uscita il 27 dicembre 2007.
È stata pubblicata nelle reti p2p.
Le tematiche che affronta riguardano gli aspetti tecnologici e culturali delle guerre sul diritto d'autore e le implicazioni di internet nella copia.

## Finanziamento
La serie Steal This Film, è prodotta dalla Lega dei Pari Nobili (in inglese: League of Noble Peers), e ha un fondo di donazioni tramite il sito Stealthisfilm.com, usando un conto Paypal.